# Økogram
Et økogram er en grafisk beskrivelse af bestemte plantearters foretrukne levested i forhold til henholdsvis vandindhold og pH i jorden. Økogrammet er opfundet af den tyske økolog Heinz Ellenberg, og det bruges stadig mest i tyske publikationer med botanisk eller økologisk indhold, men det ses oftere og oftere brugt i danske og nordiske afhandlinger.

## Eksternt link
- Økogram for de mest almindelige træarter ifølge Ellenberg Arkiveret 22. februar 2016 hos  Wayback Machine (tysk)

| Botanik | Spire Denne botanikartikel er en spire som bør udbygges. Du er velkommen til at hjælpe Wikipedia ved at udvide den. |